# فراس شواط
فراس شواط (انگلیسی: Firas Chaouat؛ زادهٔ ۸ مهٔ ۱۹۹۶) بازیکن فوتبال اهل تونس است.
از باشگاه‌هایی که در آن بازی کرده‌است می‌توان به باشگاه فوتبال صفاقسی اشاره کرد.
وی همچنین در تیم ملی فوتبال تونس بازی کرده‌است.